# روبن براوو
روبن براوو (انگلیسی: Rubén Bravo؛ ۱۶ نوامبر ۱۹۲۳ – ۲۴ اوت ۱۹۷۷) بازیکن فوتبال اهل آرژانتین بود.
از باشگاه‌هایی که در آن بازی کرده‌است می‌توان به باشگاه فوتبال بوتافوگو، باشگاه فوتبال نیس، باشگاه فوتبال روساریو سنترال، و باشگاه فوتبال راسینگ کلوب آویاندا اشاره کرد.
وی همچنین در تیم ملی فوتبال آرژانتین بازی کرده‌است.